# Fairfield (berg)
Fairfield är ett berg i Storbritannien.   Det ligger i grevskapet Cumbria och riksdelen England, i den centrala delen av landet, 400 km nordväst om huvudstaden London. Toppen på Fairfield är 873 meter över havet, eller 296 meter över den omgivande terrängen. Bredden vid basen är 6,5 km.
Terrängen runt Fairfield är huvudsakligen kuperad.Runt Fairfield är det ganska tätbefolkat, med 60 invånare per kvadratkilometer. Närmaste större samhälle är Ambleside, 7,4 km söder om Fairfield. Trakten runt Fairfield består i huvudsak av gräsmarker.